# Con Air
Con Air är en amerikansk actionfilm från 1997 i regi av Simon West.

## Handling
Cameron Poe (Nicolas Cage) är en välmeriterad soldat från U.S. Army Rangers som blir dömd för dråp då han skyddar sin fru i ett barslagsmål. Efter åtta år i fängelse blir han villkorligt frigiven. Han sätts på ett plan med USA:s farligaste fångar som skall föras till ett nytt supersäkert fängelse med det specialbyggda transportflyget som har smeknamnet "Con Air". Plötsligt blir han indragen i ett kapardrama där vakterna tas som gisslan under ledning av mästerskurken Cyrus "The Virus" (John Malkovich). Kapningen går inte riktigt som de tänkt sig och planet närmar sig Las Vegas.

## Rollista (i urval)
- Nicolas Cage - Cameron Poe
- John Cusack - Vince Larkin, Deputy U.S. Marshal
- John Malkovich - Cyrus "The Virus" Grissom
- Ving Rhames - Nathan "Diamond Dog" Jones
- Monica Potter - Tricia Poe
- Landry Allbright - Casey Poe
- M.C. Gainey - Swamp Thing
- Danny Trejo - Johnny "Johnny-23" Baca
- Steve Buscemi - Garland "The Marietta Mangler" Greene
- Rachel Ticotin - Guard Sally Bishop
- Dave Chappelle - Joe "Pinball" Parker
- Nick Chinlund - William "Billy Bedlam" Bedford
- Mykelti Williamson - Mike "Baby-O" O'Dell
- Colm Meaney - Duncan Malloy, DEA Special Agent
- Steve Eastin - Guard Falzon
- Renoly Santiago - Ramon "Sally-Can't Dance" Martinez

## Om filmen

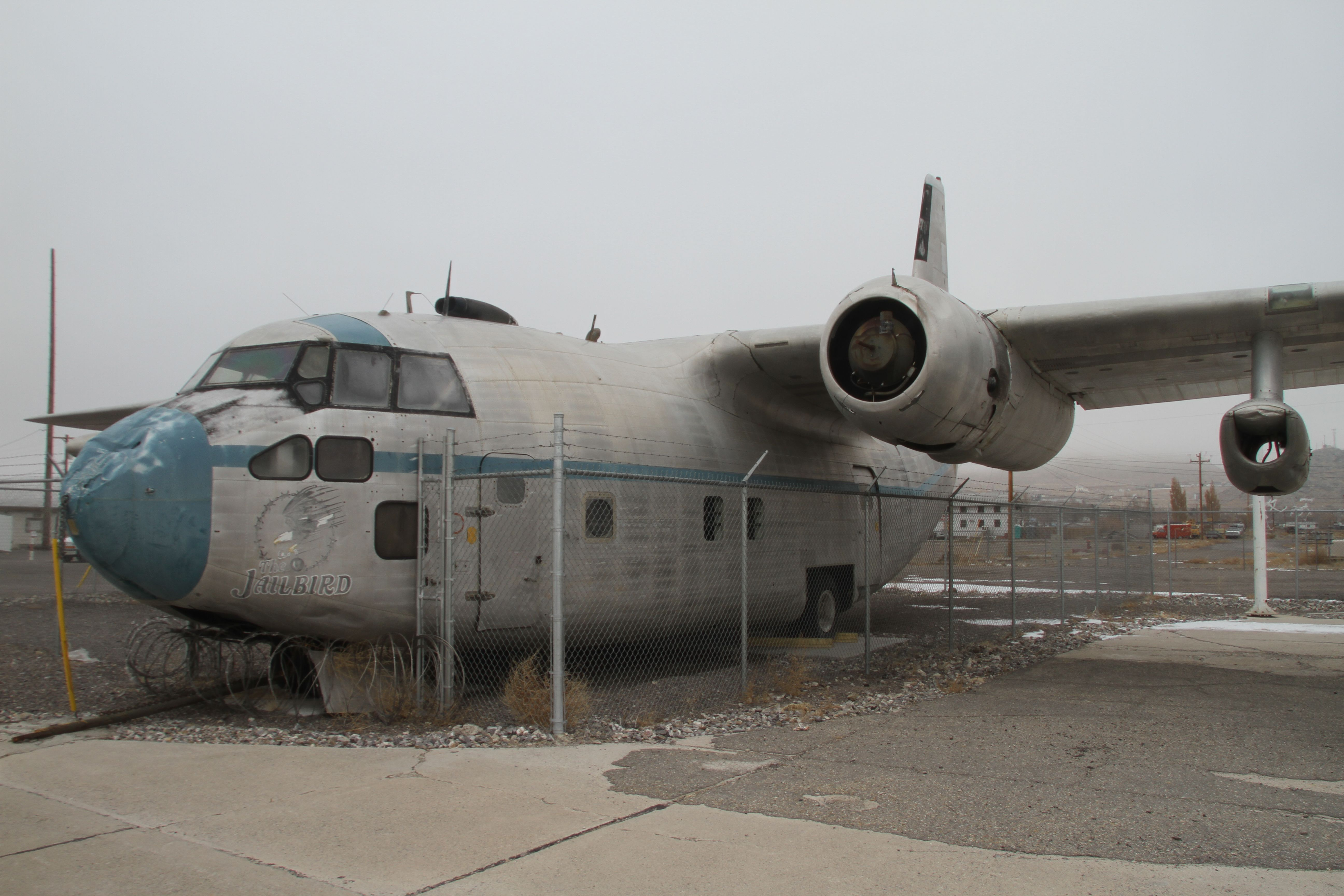
C-123 som användes för inspelningen av Con Air vid Wendover Airport i Utah, 2011.

Con Air spelades till stor del in i Salt Lake City, Ogden och Wendover i Utah. Under inspelningen i Wendover omkom svetsaren Phillip Swartz från Special Effects Unlimited då ett statiskt flygplan föll ned över honom. Följaktligen så står det filmens i eftertexter, "In Memory of Phil Swartz". 
Slutscenerna spelades in i Las Vegas på The Strip där 14 kameror användes för scener utanför dåvarande Sands Hotel som därefter skulle rivas.
Filmen var den första som producerades av Jerry Bruckheimer efter producentpartnern Don Simpsons bortgång i januari 1996 och på våren 1997 förlängde Bruckheimer sitt kontrakt med Disney. Con Air är filmad i bildformatet Cinemascope. Filmen nominerades till två Oscar på Oscarsgalan 1998, dels för bästa sång med "How Do I Live Without You" av Diane Warren som sjöngs av Trisha Yearwood, samt för bästa ljud (Kevin O'Connell mfl).